# Gustav Blenk
Gustav Blenk (* 27. Jänner 1892 in Wien; † 26. Jänner 1977 ebenda) war ein österreichischer Bibliothekar, Historiker und Gewerkschafter (Gewerkschaft der christlichen Gemeindeangestellten Österreichs).

## Leben
Gustav Blenk studierte Germanistik und Geschichte. Ab 1912 war er Mitglied der katholischen Studentenverbindung KaV Norica Wien. Er begann seine Tätigkeit als Bibliothekar 1926 an der Nationalbibliothek in Wien. Von 1928 bis 1933 arbeitete er an der Bibliothek der Universität für Bodenkultur Wien. Er engagierte sich in dieser Zeit in christlichen Gewerkschaften und war auch Redakteur der Zeitschrift Der christliche Gemeindeangestellte der Gewerkschaft der christlichen Gemeindeangestellten Österreichs. Weitere verbandstätigkeiten hatte er im Verein Deutscher Bibliothekare (VDB). Von 1934 bis 1938 war er Direktor der Bibliothek der Hochschule für Welthandel Wien. Im März 1938 wurde er wegen „führender Stellung innerhalb der vaterländischen Staatsangestelltenorganisation und CV-Mitgliedschaft“ entlassen und im April 1939 zwangsweise in den Ruhestand versetzt.
Nach dem Zweiten Weltkrieg wurde er im April 1945 wieder in sein altes Amt eingesetzt. Von 1946 bis 1957 leitete er die Bibliothek des Nationalrats, die später in Parlamentsbibliothek umbenannt wurde, und baute diese zur wissenschaftlichen Allgemeinbibliothek aus. Insbesondere baute er die dortige Literaturdokumentation sowie die Zeitschriften- und Flugblattsammlung auf. Auch in der Gewerkschaft engagierte er sich, unter anderem als Pressereferent und als Redakteur der Zeitung Der öffentlich Bedienstete, das Zentralorgan der Gewerkschaft der Öffentlich Bediensteten (GdÖB). 1951 wurde er zum wirklichen Hofrat ernannt. Ende 1957 ging er in den Ruhestand, war jedoch weiterhin journalistisch tätig. 1957 erhielt er das Große Ehrenzeichen für Verdienste um die Republik Österreich.

## Werke
- mit Friedrich Funder und Otto Tschulik: 75 Jahre Norica. Eigenverlag der K.a.V. Norica, Wien 1961
- Leopold Kunschak und seine Zeit. Porträt eines christlichen Arbeiterführers. Wien-Frankfurt-Zürich 1966.